# 津田信澄
津田信澄（つだ のぶずみ，约1555年-1582年6月24日），日本战国时代武将，織田信長胞弟信行的長子。又名信重，幼名坊丸，通稱七兵衛，被信長改繼為遠親的「津田氏」。曾任近江大沟城主、大坂城代。
正室是明智光秀之五女。有弟織田信糺、織田信兼。

## 生平
津田信澄的祖父是尾张国战国大名织田信秀，父亲是信秀的三子信行。津田信澄是织田信行的嫡子。他与伯父织田信长的长子信忠年龄相仿。
父親織田信行因為意圖謀反，被伯父信長誘殺，而信澄在祖母土田御前的懇求下保住性命，被伯父信長交由柴田勝家撫養，在織田信長打敗淺井長政平定近江後，成為淺井家降將磯野員昌的養子。
津田信澄在成人後受到伯父信長重用，擔任信長的側近及部將活躍各式場合之中，不但於天正二年(1574年)二月在信長的茶會上擔當御通役之職，同年三月信長前往奈良東大寺切取蘭著待時也擔任奉行。
在軍事面上於天正三年(1575年)八月他也領兵參加討伐越前的一向一揆，和柴田勝家、丹羽長秀一同攻下鳥羽城，斬敵五百，在天正四年(1576年)時往率領伯父信長的直轄部隊赴增援進攻丹波的明智光秀。
天正六年（1578年）二月，信澄的養父磯野員昌因為觸怒信長而出奔，津田信澄在信長的命令下順理成章地繼承了磯野員昌的舊領近江高島郡，並與重臣明智光秀的五女成親，接受明智光秀建議在琵琶湖對岸構築新居城大溝城，將琵琶湖的分支水路引入城中內湖乙女池，既為水源也成溝堀要害，遂又稱為鴻溝城，為琵琶湖畔護衛安土城的重要要塞。
津田信澄在戰餘之時還受伯父信長的命令執行內政工作，曾擔任相撲會的奉行、在信長邀來名茶人津田宗及至安土時擔當接待之務，並於天正七年（1579年）五月的安土宗論中時負責警護之職。 
天正八年（1580年），津田信澄與丹羽長秀、鹽川長滿建築往兵庫、花隈的付城，並於本願寺法主本願寺顯如退出石山避居紀伊後，與矢部家定被任為檢使接收大阪，津田信澄也因為負責維護警護之職而留駐大坂而被當時的基督教傳教士稱為「大坂的司令官」聞名。
天正九年（1581年）二月二十八日，伯父信長在京都正親町天皇及朝廷公卿面前舉辦大規模的馬前閱兵，其中津田信澄位列一門眾的第五位，僅在信長諸子織田信忠、織田信雄、織田信孝和叔父織田信包之下。同年九月，曾經攻打伊賀失敗的織田信雄在瀧川一益的協助下再度出兵，津田信澄亦隨軍參戰。 
天正10年（1582年）信長發起四國討伐，進攻長宗我部元親，津田信澄和丹羽長秀、蜂屋賴隆並列為信長三子織田信孝的副將，同年6月2日，明智光秀在京都本能寺發動了本能寺之變逼使伯父信長於本能寺縱火自盡，信孝當時受到傳言影響，懷疑他與明智光秀同謀而興兵攻打，丹羽長秀家臣上田重安在大阪城千貫櫓將其殺死並梟首於界市町外。

## 家庭
長子昌澄後來在其父親舊臣藤堂高虎斡旋下當仕豐臣秀吉和豐臣秀賴。雖然在大坂冬之陣向高虎交戰相當活躍，不過在豐臣方戰敗後欲切腹，被高虎和德川秀忠所勸留，受德川幕府聘職為旗本，俸祿兩千石，代代相傳直至幕末。
次子元信當仕織田信雄，改易後當仕豐臣秀賴。

## 軼事及評價
- 在「耶蘇年報」中曾經記載津田信澄「甚だ勇敢だが残酷」，路易斯·弗洛伊斯也在手記中對信澄有著「這個年輕人異常的殘酷，彷彿暴君一般，希望他死」的嚴苛描述，似乎有著富有行動力而殘酷、某方面類似信長的性格；而這也可能是信澄受到信長器重的原因之一。
- 相對於傳教士的惡評，奈良興福寺的多聞院英俊則對信澄有著「一段之逸物也(一段の逸物也)」的高評價。
- 作為織田信行的遺子來看，信澄在織田家算是相當優遇，在織田一門眾位列第五，上有信長嫡子信忠和信雄、信長胞弟信包、以及信長庶子信孝；下有有樂齋和長利來看，可說是破格待遇。
- 其實津田信澄和明智光秀的叛變並沒有顯著關連，因此被懷疑是信長死後，織田信孝擔心他加入家督爭奪而先下手為強。
- 在本能寺之變的柴田勝家陰謀論中，認為明智光秀和柴田勝家兩人的聯手是要拱津田信澄上位，但因為信澄忽然戰死，導致合作破局。[來源請求]

## 關連
- 織田信長
- 柴田勝家
- 明智光秀